# Maria Consolata Collino
Maria Consolata Collino, född den 9 december 1947 i Turin, Italien, är en italiensk fäktare som tog OS-silver i damernas florett i samband med de olympiska fäktningstävlingarna 1976 i Montréal.